# Анучин, Александр Анатольевич
Александр Анатольевич Анучин (род. 10 августа 1983, Добринка, Липецкая область) — российский борец греко-римского стиля, двукратный обладатель Кубка мира в команде, двукратный чемпион России.

## Карьера
В феврале 2009 года в составе сборной России во французском Клермон-Ферране стал обладателем Кубка мира. В сентябре 2011 года, заменив травмированного Хасана Бароева, неудачно выступил на предолимпийском чемпионате мира в Стамбуле. В апреле 2012 года в китайском Тайюане участвовал в отборочном турнире на Олимпиаду в Лондон, однако лицензию не завоевал. В середине мая 2012 года в Саранске стал чемпионом России. В конце мая 2012 года в том же Саранске неудачно выступил на Кубке мира, как в командном, так и в личном зачёте.

## Спортивные результаты
- Чемпионат России по греко-римской борьбе 2007 — ;
- Кубок мира по борьбе 2007 (команда) — 4;
- Кубок мира по борьбе 2007 — 5;
- Всемирные военные игры 2007 — ;
- Чемпионат России по греко-римской борьбе 2008 — ;
- Кубок мира по борьбе 2008 (команда) — ;
- Кубок мира по борьбе 2008 — 5;
- Кубок мира по борьбе 2009 (команда) — ;
- Кубок мира по борьбе 2009 — 4;
- Чемпионат Европы по борьбе 2009 — 5;
- Чемпионат мира по борьбе 2009 — 7;
- Кубок мира по борьбе 2011 (команда) — ;
- Кубок мира по борьбе 2011 — 12;
- Чемпионат России по греко-римской борьбе 2011 — ;
- Чемпионат мира по борьбе 2011 — 10;
- Чемпионат России по греко-римской борьбе 2012 — ;
- Кубок мира по борьбе 2012 (команда) — 5;
- Кубок мира по борьбе 2012 — 9;